# Tratado de Turín (1760)
El Tratado de Turín , o tratado de límites fue firmado, el 24 de marzo de 1760 entre el reino de Francia y el Reino de Piamonte-Cerdeña. 
La frontera entre ambos Estados, heredera de los conflictos de sucesión del condado de Provenza, compras diversas e intercambios de territorio. Era muy irregular, la región montañosa, y por lo tanto compartimentada, complicaba el comercio. Las divisiones de los obispados no seguían las fronteras políticas. También obstaculizaba la lucha contra el contrabando (véase el ejemplo de la persecución y captura de Mandri  en mayo de 1755).
Se había llevado a cabo un acuerdo en 1703 para permitir el paso libre entre los diferentes puntos, pero no fue respetado. Una primera regulación se había llevado a cabo en 1713 con el Tratado de Utrecht. 
En la parte norte, Gex quedaba separada de Francia por el valle de la Valserine, que permitía el paso de las tropas españolas entre Saboya y el Franco-Condado español (y fue bautizada por este motivo Camino de los españoles). Este territorio dejó de ser estratégico en 1701, debido a la alianza familiar entre Francia y España y la adquisición del Franco Condado por parte de Francia en los Tratados de Nimega. 
El Tratado reguló la frontera entre los dos estados: 
- Intercambio de las ciudades de Seyssel (una parte), Chanaz y La Balme situadas en la orilla izquierda del Ródano, que formaban parte del Bugey, pasaron al Piamonte a cambio del Valle de la Valserine (Chézery-Forens, Lancrans, Léaz y Éloise): así, el camino entre el Franco-Condado y la Saboya se convirtió en francés, y Gex dejó de ser un enclave separado de Francia.[2]

- La frontera entre el condado de Niza y la Provenza, se fijó en la línea divisoria de aguas entre los ríos Var y Verdon ; Var, el Esteron hasta Aiglun y luego otra vez en el Var.

El valle de la Roudoule y Guillaumes pasó al Piamonte. Roquesteron se dividió por la mitad. Entrevaux paso estratégico para controlar las comunicaciones entre el Var superior y el inferior, quedó para el reino de Francia. 
- - Gattières, Dosfraires, Bouyon, Ferres, Conségudes, Aiglun, pasan a Francia.
  - Guillaumes, Daluis, Auvare, Saint-Léger, Puget-Rostang, Cuebris, Saint-Antonin, La Penne, y une parte de Saint-Pierre (Besseuges) pasan al Piamonte.[3]

El Reino de Cerdeña sale beneficiado en este intercambio: ganó más tierra de la que perdió, la más fértil, 3600 personas se convierten en saboyanas, contra 1800 que se convierten en francesas. Además se facilita la comunicación entre los dos países, que era el objetivo. 
El tratado entró en vigor en octubre de 1760, al desmantelar los franceses la ciudadela de Guillaumes antes de la entrega de la villa. Sin embargo, no resolvió todos los problemas: 
- El obispado de Glandèves quedó la mitad para Francia, la mitad para el Piamonte.
- Las disputas entre las comunidades son más numerosas que antes (debido al reparto de algunos territorios entre ambas partes).
- El contrabando de sal siguió existiendo.